# حرب شرببة
شَرُّ بُبَّة، والشر بمعنى الحرب، وهي حرب وقعت بين العام 1644 و1674 في المناطق القبلية لما يعرف اليوم بموريتانيا والصحراء الغربية بين قبائل صنهاجة البربرية المقيمة في المنطقة بقيادة إمام قبيلة لمثونة ناصر الدين، وقبائل المهاجرين العرب من معقل، وأهمها بنو حسان. قاد الحرب إبراهيم العروسي، نجل الشيخ أحمد العروسي (توفي في العام 1593، بالقرب من السمارة، في الصحراء الغربية). قاد العروسي، مع ولديه شنان العروسي والتونسي العروسي، قوة قوية من قبيلة الحساني، لغزو الإمارة البربرية في موريتانيا الحالية والوصول إلى بلاد السودان في السنغال ومالي. سماها روبرت أرل هندلوف «حرب الثلاثين عاما الموريتانية».

## إعلان الحرب

### الخلفية
لعب اتحاد صنهاجة البربري القبلي دورًا رئيسيًا في تشكيل سلالة المرابطين، ونتيجةً لذلك، فقد حظيت بفترة من القوة طوال وجود السلالة. وبعد هزيمتها وتفككها، تركت صنهاجة منقسمة وضعيفة. سيطرت عشائر صنهاجة الأكثر عدوانية وحربية على المجموعات الأصغر والأضعف، وطالبت بالجزية. ابتعدت بعض الجماعات الأضعف، بعد أن فشلت في الحفاظ على استقلالها، عن العنف وبدلًا من ذلك كرست نفسها للتعلم والتقوى الإسلاميان. أصبحت هذه المجموعات معروفة باسم الزوايا أو القبائل المرابطة. ثم نشأت علاقة بين العشائر المحاربة القوية، التي كانت تهتم بالإسلام قليلًا، وزوايا التقية. وفي وقت لاحق، وصل الرحل العرب المعروفون بني حسان إلى منطقة الصحراء الغربية الجنوبية في القرن الخامس عشر واستمروا في الهيمنة ثم تطور مجتمع مغاربي يتألف من بني حسان والزوايا والحمة؛ وهي عبارة عن مجموعات عميلة تابعة لكل من بني حسان والزوايا.
مارس الحكام المتعاقبون بني حسان ضغوطًا على الزوايا مطالبين بجزية. كانت الجزية مدفوعة نظريًا مقابل الحماية، لكن بني حسان كانوا غالبًا عاجزين أو غير راغبين في حماية عملائهم، مما أدى إلى تعطل تجارة الزوايا والزراعة بشكل متكرر بسبب الغارات وانعدام الأمن العام. هكذا كان يُنظر إلى بني حسان على أنهم أهداف مشروعة للجهاد، بالنظر إلى فشلهم في الوفاء بالتزاماتهم بموجب الإسلام، مع أنهم ظلوا مسلمين اسميًا.
مع مرور الوقت، تفاقمت التوترات بين بني حسان والزوايا بسبب الأزمة الاقتصادية. سبق أن أثنت المجموعتان على بعضهما البعض، فقد كان بني حسان بدوًا إلى حد كبير، في حين أن الزوايا كانوا من الفلاحين على امتداد السنغال. أنشأ الفرنسيون مركزًا تجاريًا على المحيط الأطلسي في سان لويس في العام 1659، وكان هذا بدوره يسحب التجارة على طول السنغال باتجاه المحيط الأطلسي، مما عطل التجارة التقليدية على طول السنغال. وعلى وجه الخصوص، كان احتكار سان لويس يحرم المغاربة من عمل الرقيق الذي اعتمدوا عليه لعدة قرون وكذلك الحبوب من المزارعين على طول السنغال. اعتمدت مجموعات الصحراء البدوية شمال السنغال اعتمادًا كبيرًا على هذه الحبوب من أجل البقاء. ثم وقع المجتمع البربري بين الحركة الجنوبية لعرب بني حسان وفقدان التجارة بسبب سانت لويس.
يبدو أن مجموعة من العلماء المسلمين تسمى تورودبي نشأت في إقليم فوتا تورو ثم انتشرت لاحقًا في جميع أنحاء مناطق فولبي. ادعت اثنتان من عشائر تورودبي في فوتا تورو أنهما من سلالة أحد صحابة النبي محمد. ربما كان تورودبي بالفعل مجموعة مميزة عندما غزت ديناينكي فوتا تورو.
في الربع الأخير من القرن السابع عشر، أطلق مجدد الزوايا الموريتاني ناصر الدين جهادًا لاستعادة نقاء الاحترام الديني في «فوتا تورو». حصل ناصر على دعم من عشيرة تورودبي الدينية ضد المحاربين، ولكن الحركة هُزمت بحلول العام 1677. بعد هذه الهزيمة، هاجر بعض من تورودبي جنوبًا إلى بوندو واستمر البعض في فوتاجلون. ظل مزارعو فوتا تورو يعانون من هجمات البدو من موريتانيا. بحلول القرن الثامن عشر، كان هناك استياء متزايد بين الطبقة الدنيا ذات الغالبية المسلمة بسبب عدم وجود حماية ضد هذه الهجمات.

### التبشير بناصر الدين
برز عالم من الزوايا ولد باسم أشفاغا ولكنه عرف أيضًا باسم أبيك وقد حصل على مكانة بارزة بين الزوايا، وفي النهاية عرف بلقبه فقط؛ ناصر الدين. بدأ ناصر الوعظ عن طريق الدعوة للتوبة، ولكن وبينما نمت حركته بين قبيلته، قبيلة بنو ديمان، وبين مجتمع زوايا الواسع، بدأ ناصر الدعوة إلى تشكيل دولة إسلامية. تكون فوق التوترات القبلية والإثنية وأشبه بالخلافة الراشدة. اتخذ ناصر عدة عناوين لشخصه، مثل سيدنا، وإماموند (الإمام)، ومشيع الدين، قبل أن يستقر أخيرًا على ناصر الدين. طلب ناصر ولاء جميع الزوايا، مما اضطر إلى كل زعيم منهم للقسم له. تألفت حكومته من نفسه، ووزير، و4 قضاة، وكلف نفسه بفرض النظام في جنوب السودان فيما عرف باسم القبلة. وضع ناصر لنفسه عدة أهداف مثل محاربة أولئك الذين أهملوا الإسلام والذين ظلموا المسلمين، وتوحيد مختلف مجموعات المنطقة في دولة واحدة.

### الحرب
في عام 1673 بدأ ناصر الدين جهاده بغزو فوتا تورو ومختلف دول الولوف خارج نهر السنغال. ومن خلال التركيز على ولايات جنوب السنغال، تجنب ناصر المواجهة المبكرة مع بني حسان الأقوياء. كما أن تركيز ناصر على هذه الدول قد جعله يسيطر على شركات تجارة الصمغ على طول السنغال. شهدت التجارة الفرنسية في السنغال نموًا كبيرًا منذ بداية القرن، وبالتالي فإن السيطرة على التجارة قوت ناصر ماليًا، بينما جعلت سيطرة بني حسان على التجارة إلى الموانئ على ساحل الصحراء.
ثم حول ناصر انتباهه إلى تعزيز حكم دولته الإسلامية، وفرض الزكاة على قبائل الروافد شمال نهر السنغال. طلبت إحدى هذه القبائل الرافدة وتدعى بوبا، مساعدة هادي، أمير إمارة ترارزا، لمقاومة ناصر الدين. يؤكد التقليد أن الحرب بين ناصر الدين وترارزا اندلعت نتيجة لدعوة بوبا للمساعدة من الإمارة، مما أدى إلى تسمية الحرب باسم شر ببة أو «حرب ببة».
كان بني حسان متحدون في معارضة ناصر. وقع معظم عبء القتال وقع على عاتق إمارة ترارزا، رغم أن إمارة لبراكنة أرسلت تعزيزات لترارزا وساعدت في تجميد زوايا في مناطقها الخاصة لمنعها من الانضمام إلى قوات ناصر. وقفت معظم زوايا الصحراء الجنوبية مع ناصر، مع أن البعض ظل محايدًا، فيما أيد آخرون بني حسان، حيث أصدر عالم من زوايا شنقيط فتوى ضد ناصر زاعمًا أنه لم يكن خليفة وليس له الحق في فرض الزكاة. أدت هذه الفتوى إلى أن يرسل هادي، قائد ترارزا، قوات للإستيلاء على الزكاة التي تم إرسالها بالفعل.
شهد الصراع اشتباك قوات ناصر وقوات هادي في ثلاث معارك. الأولى كانت بالقرب من ميناء بورتونديك والثانية كانت بالقرب من مناجم الملح في آوليل المتمركزة شمال مصب نهر السنغال. انتصر الزوايا في جميع المعارك الثلاثة، لكن ناصر قُتل في المعركة النهائية في أغسطس 1674 مع العديد من أتباعه الأقربين.

### خلافة ناصر، وسقوط الدولة الإسلامية
بعد مقتل ناصر الدين انتخبت الزوايا الفقيه الأمين. وُلد الأمين باسم سيدي الفاضل، وكان من سلالة الزوايا العاملة عند رؤساء قبائل بني حسان. لذلك كان من المأمول أن يتمكن الأمين من مفاوضة بني حسان، الذين هزموا في ثلاث معارك. جرى توصل إلى اتفاق بين بني حسان والزوايا حيث سيتعرف بني حسان على السلطة الروحية لإمام الزوايا وفي المقابل سيتخلى الإمام عن جميع المطالب السياسية بما في ذلك قدرته على فرض الزكاة. إلا أن غالبية الزوايا، الذين ما زالوا يتبعون عسكرة ناصر الدين، عارضوا أي تنازلات، ثم أسقطوا الأمين. انتخبت الزوايا القاضي عثمان خلفًا له. كن عثمان قد شغل سابقًا منصب وزير ناصر الدين وكان أحد أقرب رفاقه.
أعاد عثمان سياسة العسكرة وعدم التفاوض مع بني حسان. كما أعاد الزكاة التي طالب بها من القبائل والفصائل الأضعف. قاومت هذه المجموعات الأضعف وانضمت سويةً سعيًا للحصول على دعم هادي. بعد ذلك شرعت قوات هادي في القضاء على حملة جمع الضرائب في الزوايا. قُتل عثمان بدوره في قتال الولوف، وخلفه سلسلة من ثلاثة أئمة منهم منير الدين، شقيق ناصر الدين. هُزمت الإمامة تمامًا ودون قيد أو شرط على يد قوات بني حسان والقبائل المتمردة.

### الآثار
نتيجة لهزيمتهم المطلقة، تخلت الزوايا عن جميع المطالبات بالسلطة السياسية أو العسكرية ودفعوا جزية لبني حسان من حمايتهم. مَنح محاربو بني حسان الحق في شرب الحليب من قطعان الزوايا والحصول على ثلث المياه من آبارهم كذلك. كان على للزوايا أيضًا استضافة المارة من بني حسان لمدة ثلاثة أيام. تفرقت الزوايا أيضًا كمجموعة بين بني حسان، حيث كان لكل مجموعة حسانية زوايا خاصة بها. وبشكل عام، فالظروف التي عانت منها الزوايا كانت مختلفة قليلًا عن تلك التي مرت بها قبل الحرب. ومع هزيمتها، إلا أن الحرب كانت نتيجة لإضافة العسكرة إلى تعاليم الزوايا الدينية والتي امتدت بدورها إلى الدول المجاورة في بلاد السودان. هذه الفلسفة ستُطلق وتنشط الصراعات الداخلية، مما يساعد على تحفيز جهاد الفولا.

## النتيجة
انتهت الحرب بهزيمة القبائل البربرية، وكانوا منذ ذلك الحين مضطرين إلى تسليم أسلحتهم وتقديمهم إلى القبائل العربية المحاربة، الذين دفعوا لهم ضريبة الحرمة. بعدها ظلت القبائل البربرية في أدوار إما كمزارعين شبه مستقرين أو صيادين (قبائل صنهاجة)، أو أصحاب درجات أعلى في السلم الاجتماعي، كقبائل دينية (مرابط أو زاوية). هذا الانقسام بين المحاربين العرب بني حسان والمرابطين البربر، بالإضافة إلى صنهاجة التابعين، كان موجودًا في موريتانيا حتى الاستعمار الفرنسي، عندما فرضت فرنسا نفسها عسكريًا على جميع القبائل، وكسرت بذلك قوة بني حسان. ومع ذلك، لا تزال الأدوار التقليدية للقبائل مهمة اجتماعيًا في هذه المناطق.
الأهم من ذلك هو أن إنتصار قبائل المعقل أدى إلى تعريب ثقافي ولغوي واسع النطاق، حيث تعربت القبائل البربرية وتحولت ألسنتهم إلى اللغة العربية في شكل اللهجة الحسانية لبني حسان. لا يزال البربر يتحدثون بها كلغة رئيسية في موريتانيا والمغرب والصحراء الغربية، وكذلك في أجزاء من المغرب والجزائر.